# گلگون بالا
گلگون بالا یک روستا در ایران است که در شهرستان خوسف واقع شده‌است. گلگون بالا ۸۳ نفر جمعیت دارد.